# Fiscalidad verde

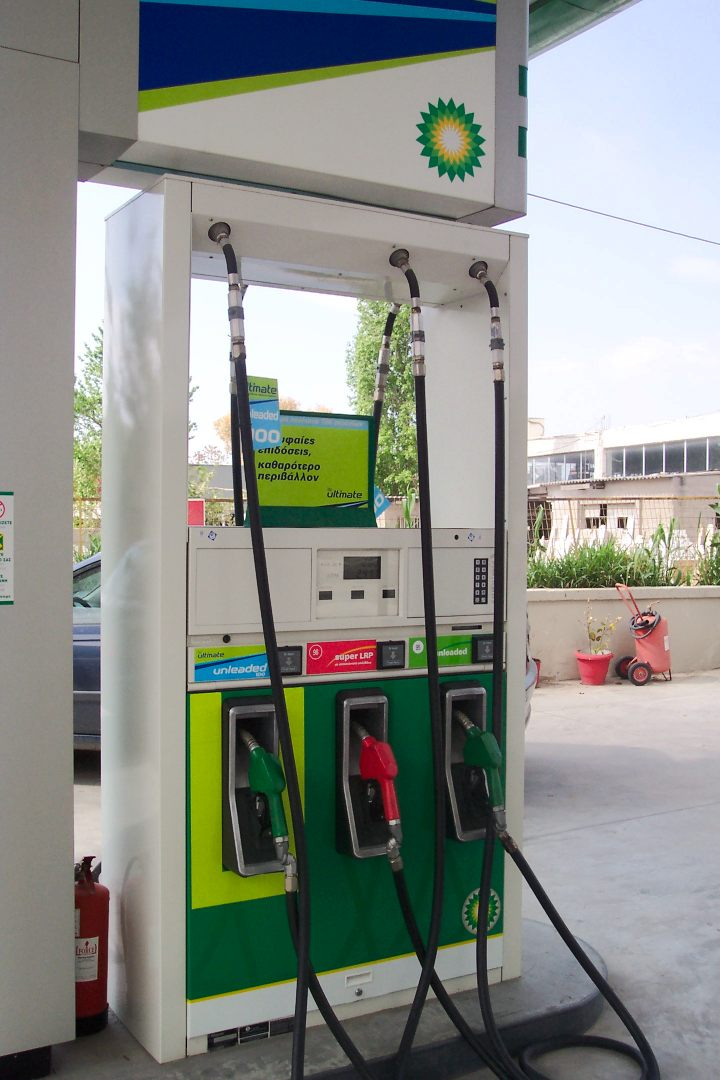
Mangueras de 3 carburantes diferentes en una estación de servicio. La fiscalidad verde busca, entre otros objetivos, reducir el uso de los carburantes más contaminantes aumentando su precio.

La fiscalidad verde, fiscalidad ambiental, fiscalidad medioambiental, fiscalidad ecológica o ecofiscalidad es un sistema de impuestos que tiene como objetivo, mediante una señal de precio (y no directamente mediante una norma o ley vinculante), proteger el medio ambiente y los recursos naturales limitando su degradación y sobreexplotación, e incluso financiar su restauración o su gestión restaurativa.
Como toda fiscalidad, a través de las opciones de consumo que favorece y perjudica, puede tener efectos directos o indirectos sobre los bienes (productos y servicios) que se producen.
Hay que distinguir entre fiscalidad verde (conjunto de impuestos a actividades nocivas para el medio ambiente e incentivos a actividades beneficiosas) de la ecotasa, que es un impuesto individual sobre una actividad determinada. Aunque si se habla sobre "las ecotasas" (en plural) de un país, se quiere decir lo mismo que "fiscalidad verde". De modo análogo se puede hablar de la fiscalidad verde de un país para referirse al total recaudado por este concepto, ya sea en cifras absolutas o como porcentaje de su producto interior bruto (PIB).
De cierta forma la fiscalidad verde se sitúa a medio camino entre la norma que obliga a todos a proteger el medio ambiente y el enfoque voluntario (que lo proteja quien quiera). En el marco de una economía de mercado, la fiscalidad ambiental tiene varias palancasː
- acción incentivadora, dirigida a modificar ciertos comportamientos (impuestos reducidos para comportamientos ecológica y energéticamente virtuosos)[1] con el objetivo de una generalización del buen desempeño ambiental;
- acción sancionadora de comportamientos, inversiones, acciones o servicios medioambientalmente perjudiciales, por ejemplo según el principio de quien contamina paga[1]
- acción compensadoraː los estudios sobre los impactos macroeconómicos de las ecotasas han mostrado la aparición de un "doble dividendo" [6] más marcado (tanto para el crecimiento como para el medio ambiente) cuando los ingresos de estas ecotasas se utilizan para corregir impuestos preexistentes más distorsionadores. Por ejemplo, hay países donde la gasolina está subvencionada y los coches eléctricos llevan un IVA normal. Eliminar la subvención y bajar el IVA a los vehículos eléctricos tendría un impacto notable. Sin embargo, este impacto solo parece "fuerte" bajo ciertas condiciones relacionadas con el mercado de trabajo, el comportamiento individual y colectivo (por ejemplo consumo de energía), los efectos de sustitución en el sistema productivo y los efectos de desplazamiento entre las inversiones de reducción de emisiones y otras. Por ejemplo un impuesto ecológico que promueva la energía solar pierde parte de su interés si el mercado solar no está listo para satisfacer la demanda en un plazo corto.

A veces se distinguen 3 enfoques principalesː
1. intención declarada (medida fiscal presentada por el legislador encaminada a mejorar el medio ambiente; propósito claramente consagrado en la ley);
2. comportamiento (una medida fiscal que funciona como un incentivo económico para el comportamiento que mejora el medio ambiente);
3. producto o contaminante objetivo (medida fiscal dirigida contra un bien físico que puede tener un impacto negativo en el medio ambiente).

## Medios, nivel y lugares de destino[1]
- Las herramientas fiscales que se pueden utilizar son variadasː impuestos, tasas, exenciones, créditos fiscales, deducciones, subsidios, etc.
- El área donde se aplican puede ir desde la escala europea hasta la local, pasando por la nacional, autonómica o provincial.
- Los ingresos obtenidos por cada impuesto verde pueden tener distintos destinosː el presupuesto del Estado, cuentas especiales, organismos públicos, entidades privadas, etc. Dependerá del diseño del impuesto, que normalmente se basará en iniciativas exitosas llevadas a cabo en otros países para abordar el mismo problema ambiental.

## Historia
Junto a la idea de una buena gobernanza ambiental y los deseos de un desarrollo más sostenible, a finales del siglo XX apareció la idea de la fiscalidad ecológica con la perspectiva de una crisis ecológica mundial causada por la contaminación de la biosfera, la sobreexplotación de los recursos y una huella ecológica cada vez mayor. En algunos círculos se forma una voluntad de reparar y proteger el medio ambiente. Esta voluntad se aprecia significativamente en la Cumbre de la Tierra de Río de Janeiro (junio de 1992).
El problema de la contaminación es que hace recaer su coste sobre quien no la produce. Esto se denomina "externalizar". Para combatirla se busca "internalizarla", es decir, hacer pagar por ella a quien la produce para que no le salga rentable y se mueva hacia un comportamiento menos dañino para el medio ambiente. Para que la fiscalidad verde sea eficaz, se requiere una reforma del sistema tributario, como mínimo eliminando los subsidios a actividades contaminantes. Un paso más es gravar estas actividades hasta que dejen de ser rentables. A la vez se pueden reducir los impuestos a actividades beneficiosas, o incluso subvencionarlas. El medio ambiente debe integrarse transversalmente en los criterios fiscales existentes.
Los países nórdicos (en medio ambiente, energía y pesticidas, para Finlandia, Noruega, Suecia y Dinamarca, luego Alemania, Gran Bretaña y algunos otros) lograron introducir impuestos de este tipo, con cierto éxito, pero a costa de importantes compromisos. Finlandia fue el primer país en adoptar un impuesto sobre el carbono en 1990. Noruega y Suecia la siguieron en 1991. La tributación de estas emisiones de dióxido de carbono, que provocan el efecto invernadero y el calentamiento mundial, tomó forma en la década de 1990 como un mercado mundial de emisiones basado en un sistema de derechos de emisión, con posibles compras y ventas de cuotas y bonos de carbono. La teoría era que si las emisiones de gases de efecto invernadero tenían un coste, se reducirían. La práctica es que han aumentado. El sistema no ha funcionado en absoluto.
Desde la década de 1990, en el marco de la unión aduanera, la Unión Europea ha buscado armonizar los sistemas fiscales del mercado interno, incluso, en ocasiones, en beneficio de una lucha más coherente y concertada contra el cambio climático. Existen directivas o propuestas sobre fiscalidad en los sectores del ahorro, IVA sobre las transacciones financieras, energía y transporte. La Comisión Europea propuso una especie de tasa Tobin que con un tipo entre el 0,1 y el 0,01 % sobre compraventa de acciones bursátiles y derivados generaría aproximadamente 57 000 millones EUR/año en ingresos fiscales para la UE. Algunos países, como España, lo aplican, pero ni las actividades gravadas ni el destino de lo recaudado pueden calificarse de ecológicos.
En 1991, poco antes de Río, D. Pearce introdujo y popularizó la noción del doble dividendo de una fiscalidad ambiental, porque promovería tanto la protección del medio ambiente como la actividad económica, particularmente en el campo de los combustibles fósiles y el efecto invernaderoːel primer dividendo proviene de una mejora y generalización de las políticas ambientales a través de una señal de precio; el segundo dividendo es un gravamen más bajo sobre el trabajo y el capital, posible gracias a la aparición de una nueva base imponible.

### En Francia
En 1964 nació una primera tarifa con fines ambientales con la Ley de aguas de 1964. Financia las agencias de agua, que redistribuyen el dinero así recaudado para ayudar a industriales, autoridades locales y agricultores a equiparse con depuradoras y a comprender mejor, calificar y ahorrar recursos hídricos, de manera coordinada a escala de cuenca.
Otros impuestos o cargas con motivos ambientales más o menos explícitos se centraron desde entonces en la energía, el transporte, los residuos y la contaminación del aire.
Así, a principios de la década de 1990, se asignaron al presupuesto de la francesa Agencia del Medio Ambiente y la Energía (ADEME) tasas (ahora presentadas como ecoimpuestos por el Ministerio de Hacienda) para permitirle intervenir en los temas de residuos, contaminación atmosférica, contaminación acústica e hidrocarburos. En 1999 nació el Impuesto General sobre Actividades Contaminantes (TGAP), también basado en el principio de quien contamina paga. En el año 2000, el alcance del TGAP se amplió a detergentes, materiales de extracción, pesticidas para el control de plagas e instalaciones clasificadas que presentan un riesgo particular para el medio ambiente.
El propósito del impuesto no siempre está claro. Así, el producto del TGAP nunca se ha destinado explícitamente al medio ambiente, lo que desdibuja su imagen, frena la internalización de los costes ambientales y puede reducir la disposición a pagar.
En 2002, el ministerio responsable del medio ambiente contaba alrededor de 40 impuestos o tasas en Francia, y otros tantos tipos de exenciones fiscales, destinados a promover el medio ambiente. Toda esa normativa podría denominarse conjuntamente "la fiscalidad ecológica de Francia".
En 2018, según Benjamin Griveaux (portavoz del Gobierno francés), todos los impuestos a los combustibles se invertirán en la transición ecológicaː «34.000 millones de euros es la fiscalidad ecológica, 34.000 millones de euros es el importe del presupuesto del Ministerio de Transición Ecológica e Inclusiva».
En 2019, un informe del Ministerio de Economía, Finanzas e Industria de Francia muestra que los hogares de ese país pagan una media de 915 euros al año en impuestos energéticos por su vivienda y su vehículo. Señala el carácter desigual de estos impuestos, que suponen el 4,5 % de los ingresos del 20 % (quintil) de los franceses menos ricos, y en cambio solo el 1,3 % de lo que gana el 20 % más rico.

#### Eficacia ambiental discutida
En 2010, la energía fue, con mucho, la principal fuente de ingresos fiscales proporcionada por los impuestos medioambientales (36 000 millones de euros en 2010, es decir, 76 % de la recaudación),pero existen fluctuaciones coyunturales, inercias y frenos inesperados en la eficacia ambiental de estos impuestos. Por ejemplo, en el sector del petróleo, el efecto buscado de encarecimiento de los combustibles se ha visto frustrado en parte por innovaciones que los abaratan (perforación sísmica 3D, direccional y de gran desplazamiento, facilitada por modelado y asistida por computadora, con la apariencia de perforación en alta mar y en aguas profundas, HT/CV (alta temperatura/alta presión), o explotación de gas de esquisto, gas condensado gracias a las innovaciones técnicas en los fluidos de fracturación hidráulica (fracking) y los lodos de perforación. Tales avances técnicos han provocado, en ocasiones, la caída del precio del petróleo o del gas natural, desincentivando ciertas alternativas, permitiendo incluso que continúe el derroche de hidrocarburos, y sobre todo acentuando las emisiones de gases de efecto invernadero y sus daños ambientales asociados. Pero es que otras circunstancias del mercado han provocado, en otras ocasiones, fuertes subidas de los precios del petróleo y del gas, mucho mayores que las propiciadas por los impuestos sobre la energía, y eso no ha reducido el consumo mundial de combustibles fósiles. Solo bajó significativamente en 2020 por la pandemia de covid-19.
François Hollande, presidente de la República Francesa, se comprometió el 14 de septiembre de 2012 a «cambiar los métodos de recaudación [para] influir en lo que elige el consumidor, gravar menos el trabajo, más la contaminación o el daño a la naturaleza; disuadir el mal comportamiento; fomentar la innovación; estimular la investigación; acelerar las transformaciones». A mediados de 2012, la fiscalidad ecológica representa sólo el 1,86 % del PIB francés (contra el 4 % del danés, por ejemplo).
El 18 de diciembre de 2012 se creó un Comité Permanente de Fiscalidad Ecológica, presidido por Christian de Perthuis (prospectivista y experto en economía baja en carbono y fiscalidad del carbono, autor de un informe sobre la financiación del factor 4). Emite dictámenes sobre las propuestas gubernamentales, incluso sobre los precios de la energía, y propone soluciones para la transición energética y sobre cómo promover la lucha contra el cambio climático, la mejora de la calidad del aire y el agua, la menor producción de residuos y la preservación de la biodiversidad. Producirá un informe anual que se presentará a futuras conferencias ambientales.
A principios de 2013, una orden provisional del Tribunal de Cuentas recordaba que la ley exigía una evaluación de todos los gastos tributarios antes del 30 de junio de 2010. Esto no se había hecho. El tribunal confirmó graves anomalías tributarias y una tributación encaminada a «preservar los intereses sectoriales (transporte, agricultura, pesca, etc.), que, según el Tribunal, por tanto no están en consonancia con la transición ecológica». El tribunal cita como ejemplo de anomalías el carbón, «el recurso menos gravado, a pesar de que es el combustible que más CO2 emite». De igual forma, el querosenoː la normativa internacional obliga a no gravarlo para vuelos internacionales. Se podría, por tanto, gravarlo para vuelos nacionales, pero no se hace, originando así un déficit de 3 500 millones de euros en 2009 al favorecer de forma desigual el transporte aéreo, que es el modo de transporte más contaminante por pasajero o por tonelada transportada. 
El gasóleo, subtributado (menos de 0,18 euro /litro) supone una pérdida fiscal de 6 900 millones de euros en 2011 frente a la gasolina. El tipo reducido del IVA de los equipos de aire acondicionado (5,5 %) no se tuvo en cuenta en el balance, a pesar de que provocó que el Estado perdiera cerca de 100 millones de euros en ingresos fiscales. Tampoco se analizan los efectos del diferencial en el impuesto interno al consumo (TIC), que favorece al gas natural (menos contaminante que el fuel oil) y al carbón (más contaminante). El Tribunal recomienda la implementación de los compromisos de la ley Grenelle 1 sobre gastos fiscales nocivos para el medio ambiente y una revisión de los impuestos relacionados con la energía. También recomienda alinear gradualmente la tarifa del Impuesto al Consumo Interno de Productos Energéticos (TICPE) para vehículos diésel ligeros con la de gasolina, en línea con los estándares de calidad del aire y el principio "quien contamina, paga". Los vehículos pesados que utilizan gasóleo (principalmente camiones) disfrutan de una fiscalidad reducida, porque sus usuarios poseen gran capacidad de presión, al poder fácilmente bloquear carreteras con sus vehículos.

## Variantes de las definiciones de fiscalidad verde

### En Europa
Eurostat clasifica en esta categoría todos los impuestos «basados en un daño ambiental». Las disposiciones tributarias pueden ser ”positivas" (reducen los precios o el impacto sobre los ingresos de los hogares) o "negativas" (aumentan los precios).
En 1999, Alemania introdujo un nuevo impuesto ambiental sobre el consumo de electricidad y aumentó el impuesto sobre el consumo de aceites minerales. Esto requería compromisos (exenciones de impuestos, conocidas como Spitzenausgleich). Con el fin de proteger la competitividad de los sectores intensivos en energía, Alemania ha previsto reducciones en los impuestos ambientales para los grandes consumidores fabriles de energía, pero también para la producción de electricidad por centrales eléctricas de ciclo combinado, para el transporte público local y ferroviario de pasajeros, para agricultura, silvicultura y pesca. La Comisión Europea ha admitido estas exenciones (como parte de su revisión de las reglas de competencia) porque «incluso después de haberse beneficiado del Spitzenausgleich, una empresa seguiría soportando una carga fiscal superior a los tipos impositivos mínimos previstos por la directiva europea sobre el impuesto sobre la energía».
Para el Tribunal de Justicia de las Comunidades Europeas (2006), «un ecoimpuesto se caracteriza por su finalidad ambiental y su base específica. Tasa ciertos bienes para incluir en su precio los costes ambientales de su producción, para hacer los productos reciclados más competitivos o para orientar a productores y consumidores hacia actividades más respetuosas para el medio ambiente».
Europa ha considerado la creación de impuestos ambientales a gran escala, para una «solidaridad europea e internacional», pero «este proyecto aún no ha dado lugar a un acuerdo ni a nivel europeo ni internacional». Sin embargo sí se ha implantado el arancel ambiental.

## Posición de la OCDE
En 2007, la Organización para la Cooperación y el Desarrollo Económicos (OCDE) insistió en que la fiscalidad verde tiene efectos beneficiosos reales y potenciales para el medio ambiente, a través de su incidencia sobre los precios relativos y sobre el comportamiento de los agentes económicos.
Dos años más tarde (junio de 2009), la OCDE volvió a recomendar la ecologización de la fiscalidad, como parte de una declaración sobre el crecimiento que comprometiera a sus países miembros a «fomentar reformas internas, con el fin de evitar o eliminar políticas nocivas para el medio ambiente (…) incluidas las subvenciones al consumo o la producción de combustibles fósiles (en expresión francesa, no trasladada a otros idiomas, fiscalidad negra —fiscalité noire—; en inglés se dice fossil fuel subsidies), que aumentan las emisiones de gases de efecto invernadero.
Sin embargo, hay economistas que subrayan la importancia de la ecologización y la armonización fiscal a escala europea y mundial, porque, aunque las ecotasas permitan «crear distorsiones fiscales positivas», si las actividades sobre las que recaen se pueden llevar a otro país que no aplique ecotasas (deslocalizar), la tributación queda «sujeta a la competencia fiscal». Si se deslocaliza la producción de bienes para evitar pagar por emisiones de dióxido de carbono, esto se denomina fuga de carbono. También debe haber transparencia en la recaudación de impuestos y su uso, que es el tema del trabajo del Foro Global sobre Transparencia e Intercambio de Información Tributaria creado por la OCDE.
En 2013, cuando aún persistía la crisis de 2008, dos estudios de la OCDE mostraron que, de 2000 a 2012, la situación fiscal cambió poco, excepto en algunos países como Dinamarca o Alemania.

### Primer inventario de la OCDE sobre las subvenciones a los combustibles fósiles
Este inventario de los subsidios a los combustibles fósiles «efectos de las tasas impositivas sobre diversos carburantes y combustibles, cuando estas tasas se expresan por unidad de energía o por unidad de emisión de dióxido de carbono (CO2 )» se publicó a principios de 2013. Sus conclusiones y la nota de prensa que las acompaña animan a los 34 países miembros de la OCDE a acelerar el desarrollo de su fiscalidad ecológica (“impuestos verdes”), en particular para promover la eficiencia energética y la transición energética, y para terminar con la dependencia de los combustibles fósiles mediante el desarrollo de energías limpias y seguras, al tiempo que se reduce la contaminación. 
Pascal Saint-Amans (director del Centro de Política y Administración Tributaria de Francia), recordando que la tributación cae bajo la soberanía de los Estados, llama a la acción política a favor de la ecotasa en Francia, durante una audiencia del comité de Hacienda del Senado (20 de febrero de 2013).
Aunque algunos países tienen nuevos deseos de explotar el gas de carbón o el gas de esquisto, sobre la base de su Inventario de subsidios a los combustibles fósiles de 2013, la OCDE reconoce e incluso denuncia, como muchas ONG ambientalistas, la persistencia de una importante "fiscalidad negra" que debería abolirse. La estimaba entre 55 000 y 90 000 millones de dólares estadounidenses ($) —entre 41 000 y 67 000 millones de €— por año desde 2005 hasta 2011 para los 34 miembros de la OCDE. 2/3 de estos subsidios fueron recibidos por la industria petrolera, y el tercio restante se repartió equitativamente entre los sectores del carbón y del gas natural.
La OCDE también apunta a la «distorsión inquietante» de la tributación del gasóleo (carburante muy contaminante y el que más afecta a la salud en términos de mortalidad), desfavorecida por la menor tributación (de media 37 % inferior a la gasolina).
La OCDE también considera injustificado que, cuando las emisiones las produce el consumo de productos petrolíferos, se graven en una cuantía muy superior a cuando las produce el consumo de carbón. El impuesto por emitir una tonelada de CO
2 por el consumo de productos petrolíferos es de 24 €, mientras que, si se quema carbón, emitir esa tonelada solo cuesta 5 €, cuando el impacto ambiental del carbón es peor (emisiones de sulfuros y de mercurio). Por su parte, el gas natural (más sucio en nuevos yacimientos profundos) soporta un impuesto de 13 €/t CO
2. A escala mundial, según la OCDE, «la reforma de los subsidios a los combustibles fósiles ayudaría a reducir las emisiones de gases de efecto invernadero». A escala nacional, esta reforma permitiría aumentar los ingresos fiscales, que podrían asignarse a otras prioridades, como la lucha contra el cambio climático.
Mientras se felicita a Dinamarca por sus impuestos medioambientales; mientras se anima a Alemania a llevar a cabo una reforma que en 2012 ya había reducido a la mitad el apoyo a la producción de combustibles fósiles; mientras apoya el desarrollo de la energía solar y eólica, Francia sigue siendo un alumno rezagado, con muchas exenciones (barcos, taxis, ciertos usos agrícolas, exención de impuestos especiales para los productores de gas natural y para las empresas de refinación, exención del IVA para equipos de perforación en alta mar, ayuda a estaciones de servicio en regiones aisladas, apoyo al gasóleo, etc.). La OCDE enumera una treintena de subvenciones que fomentan las energías fósiles y contaminantes, a partir de datos facilitados por Francia, sin mencionar además que no grava el queroseno utilizado en los vuelos domésticos, cuando podría hacerlo.

### Estudio OCDE 2013:Impuestos sobre el uso de la energía
Este estudio es el primer análisis comparativo sistemático de la estructura y el nivel de los impuestos sobre la energía para los 34 países miembros de la OCDE.
Muestra que en 2012, el peso de los impuestos a los combustibles se mantuvo bajo en términos de efectos, debido a la tributación sobre la producción y el consumo de energía, que fue poco informativa en términos de la señal de precio, porque varió mucho en el espacio y en el tiempo, o se asoció con numerosas exenciones. Además, estos impuestos y sus exenciones también varían según los 34 países miembros de la OCDE y según la alternancia de sus gobiernos o mayorías políticas.
En 2012, estos impuestos afectaron muy poco a la calefacción y se dirigieron principalmente al transporte (excluyendo, sin embargo, la aviación civil y la marina mercante, actividades que consumen cada vez más a escala mundial, con excepciones también para los barcos de pesca y la maquinaria agrícola). Estos impuestos también son demasiado variables en cuanto al consumo de electricidad, y no siempre alimentan las alternativas.

## Aspectos de justicia fiscal
Para conciliar los 3 aspectos del desarrollo sostenible (económico, social y ambiental), la fiscalidad ecológica debe ser justa, es decir, no golpear fuertemente a determinados sectores mientras que otros igualmente contaminantes quedan exentos de impuestos. Se habla entonces de justicia fiscal. Está relacionada con la justicia climática, que se une a las protestas de los chalecos amarillos en Francia (contra los impuestos ecológicos sobre los combustibles), algunos de los cuales denuncian que, en sectores contaminantes como el transporte aéreo y el marítimo, los combustibles fósiles (queroseno, fuelóleo pesado) no están gravados, mientras que los combustibles de vehículos terrestres sí lo están (con un impuesto de hasta el 60 % en Francia, cifra variable con el precio del petróleo y los cambios de estos impuestos). 
Nicolas Hulot, exministro para la transición ecológica e inclusiva bajo la presidencia de Macron, declaró el 22 de noviembre de 2018: «La gente sabe que no se grava el queroseno de los aviones, que no se grava el fuelóleo pesado de los cargueros. No hace falta ser un chaleco amarillo para indignarse».

## Reforma fiscal ecológica
Esta reforma consiste en desplazar parte de la carga fiscal hacia las actividades más contaminantes (por ejemplo, gravando los combustibles fósiles que ahora no soportan impuestos). Sin modificar el equilibrio general del sistema tributario, se pueden reasignar los ingresos adicionales de varias formas:
- compensar las deducciones fiscales a los comportamientos ecológicos (por ejemplo instalación de paneles solares);
- subvencionar actuaciones de interés ambiental (ej.: ahorro energético, construcción y compra de vehículos limpios, implantación de energías renovables y limpias o economía de servicios, etc. En este caso, la reforma puede contribuir en particular a la creación de empresas y a crear puestos de trabajo locales, y por tanto a impulsar la economía, haciéndola además más verde.
- o redistribuir todos o parte de estos ingresos a la población, en una lógica de "justo retorno" (esto es lo que se planeó para el impuesto al CO2 en Suiza, donde en la práctica implica un descuento en las primas del seguro de salud). Esta lógica más “populista” tiene el inconveniente de desdibujar la lectura o percepción del interés ambiental del impuesto. De hecho, ya no parece tener la intención de fomentar la prevención, la innovación o cambiar los patrones de consumo. En lugar de un impuesto ecológico real, se puede experimentar como una simple tarifa (por ejemplo la ecotasa kilométrica para camiones,[41][42][43] posiblemente injusta).

El debate sobre el uso de los ingresos de los impuestos verdes parece haber bloqueado en algunos países (entre ellos Francia) el desarrollo de iniciativas políticas para la implantación de estos impuestos. Este debate puede acrecentarse en el marco de procesos políticos como campañas electorales.

## Debate sobre la asignación de los ingresos fiscales
Existen 2 grandes corrientes sobre la asignación del dinero generado por una tributación de los combustibles fósiles (petróleo, gas natural, carbón, arenas bituminosas y esquistos bituminosos o sus derivados) u otras actividades contaminantes:
- Asignación “socialmente neutra” (redistribución directa a la población o reducción de impuestos u otras tasas). Esta asignación es generalmente promovida por la izquierda.
- Asignación ecológica proactiva, es decir, promover el desarrollo de soluciones alternativas, por ejemplo subsidiando energías renovables, ecoproductos o asignación socioambiental (apoyo una economía de la funcionalidad, basada más en usuarios que en propietarios, por ejemplo no poseer un coche, pero recurrir a una empresa que los alquila cuando se necesite uno), comercio justo, centros de reciclaje, ecodistritos, etc. Esta asignación es generalmente promovida por los movimientos ecologistas y el tejido económico —todavía tenue— que se beneficiaría de ella.

Los adversarios de la reforma —el campo conservador, apoyado en particular por los lobbies petroleros— utilizan este antagonismo para cambiar el debate sobre la necesidad de la reforma al debate sobre la asignación de sus ingresos adicionales. Este método de bloqueo funciona desde hace muchos años en la Unión Europea.

## Ventajas (reales o esperadas) y limitaciones de la reforma fiscal ecológica
Esta reforma, si se aplica inteligentemente, no debe introducirse de forma brusca, para evitar un choque (economía). La transferencia de puestos de trabajo de los sectores perjudicados a los beneficiados puede entonces producirse en un contexto de crecimiento económico vinculado al ahorro energético y a la generación de energía autóctona.
Algunos estudios muestran que las energías renovables autóctonas proporcionan cinco veces más puestos de trabajo que el petróleo o los sistemas masivos centralizados como las plantas de energía nuclear (para una potencia dada). El precio de las renovables ha estado cayendo durante el período 2010-2020 hasta ser competitivas con las fósiles, e incluso más baratas. No obstante un despliegue generalizado de energías renovables debe ser paulatino y tener en cuenta muchos factores (ver la página de discusión de Abandono de los combustibles fósiles).
En el caso de los combustibles fósiles, las ventajas de una ecotasa son significativas:
- Reducción de las emisiones de  gases de efecto invernadero, en particular dióxido de carbono;
- Reducción del transporte de petróleo, de los costosos esfuerzos de explotación de hidrocarburos no convencionales y de los riesgos asociados;
- Reorganización socioeconómica hacia una forma más racional de gestionar los recursos energéticos (menos desplazamientos inútiles, movilidad activa, lucha contra el despilfarro energético, etc.).

También hay que citar la ventaja estratégica de la independencia energética frente a las petromonarquías y otros regímenes autoritarios.
Una limitación de la tributación ambiental es que «se esforzará por reducir su base, ya que representa un daño ambiental». Asimismo, si un impuesto general sobre las actividades contaminantes se convierte en una importante fuente de ingresos para el Estado y varios actores, quienes reciben estos ingresos pueden verse tentados de no buscar reducir este daño ambiental.

### Artículos relacionados
- Certificación energética de edificios
- Ciclo del carbono
- Contabilidad del carbono
- Conservación energética
- Consumo responsable
- Ecodiseño
- Eficiencia energética
- Huella de carbono
- Neutralidad de carbono
- Sumidero de carbono